# Баньска (монастырь)
Монастырь Баньска (серб. Бањска, алб. Manastiri i Banjskës) — монастырь Сербской православной церкви, находящийся недалеко от Звечана и Косовской Митровицы в Северном Косове в селе Баньска муниципалитета Звечан.
Монастырь Баньска с храмом Св. Стефана был построен между 1313 и 1317 гг. сербским королём Милутином как его «задужбина» (монастырь на помин души). Помимо храма, в монастыре располагались трапезная, библиотека, конак (место отдыха) и царский дворец.
Сам Милутин планировал быть похороненным в этом монастыре, и после смерти его воля была исполнена. В 1389 г., после поражения сербов в битве на Косовом поле, прах короля был перенесён в Трепчу, а в 1460 г. — в болгарскую Софию, где ныне и находится.
Так как монастырь был царской усыпальницей, его статус был достаточно высок, монастырь был ставропигиальной Лаврой, и считался 4-м по значимости монастырём Сербии (три первых — Студеница, Монастырь Милешева и Сопочаны).
Строительством монастыря руководил тогдашний игумен Даниил, позже ставший сербским архиепископом Даниилом II. В средневековых источниках и народной памяти монастырь Баньска называется одним из самых красивых монастырей Сербии. Он был построен в рашском стиле, как и Студеница, которая, по воле Милутина, была взята за образец при постройке нового монастыря.

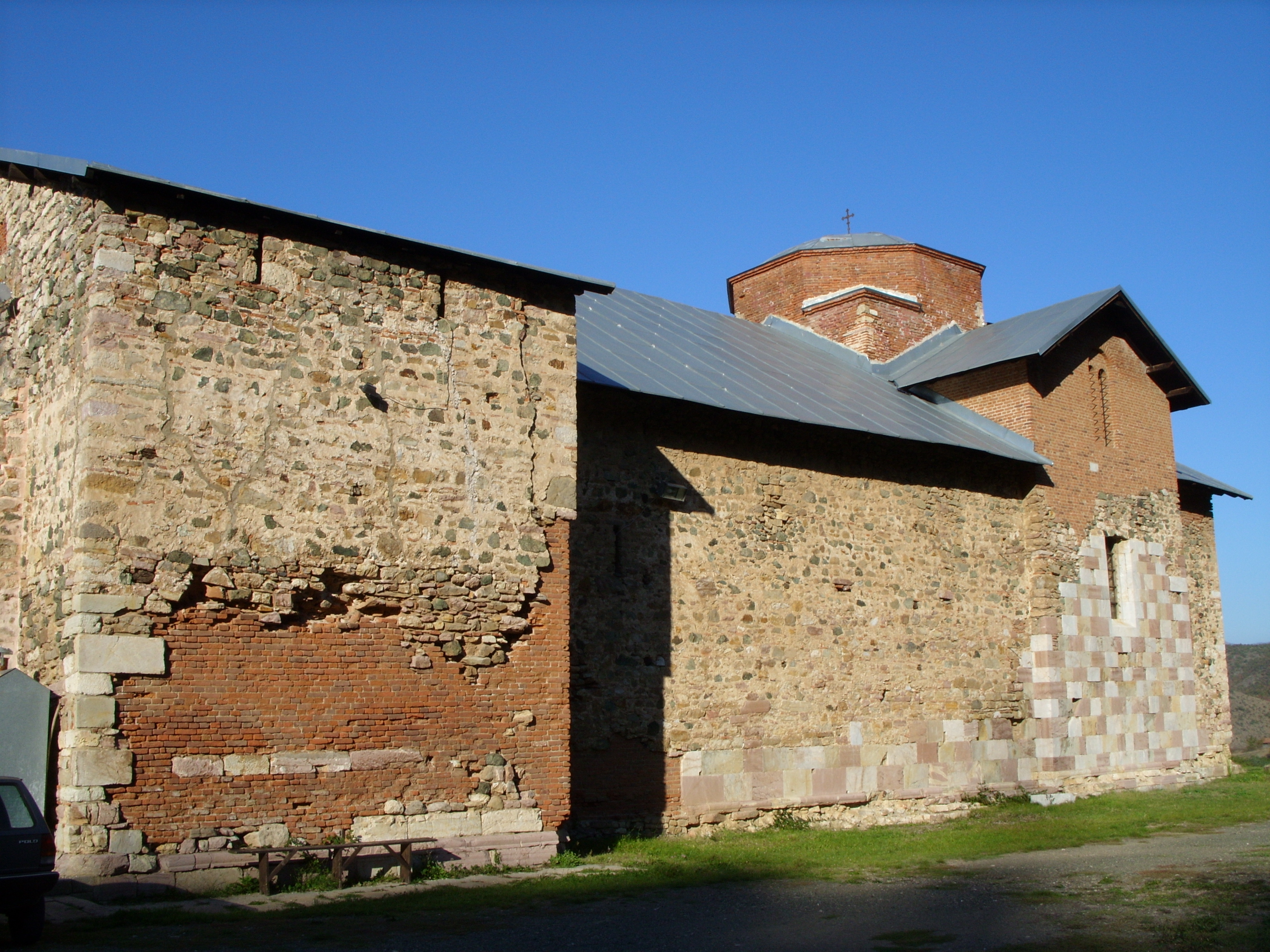
Монастырь Баньска

Снаружи собор был облицован плитами голубоватого, розового и белого мрамора. Роспись в храме (плохой сохранности) была выполнена на золотом фоне, в традиционном для сербской живописи стиле XIII в. В диаконнике имеется изображение епископа, в жертвеннике — фрагмент неизвестной композиции, в медальонах на западной арке, в наосе сохранились поясные изображения епископов. Высокое качество росписи указывает на то, что исполнители были приглашены из Константинополя. Аналогичной росписью, но без золотого фона были украшены трапезная мон-ря и др. постройки (сохранились незначительные фрагменты).
Сохранилась каменная скульптура Богородицы с младенцем Христом на коленях, ранее находившаяся над порталом храма. Ныне скульптура хранится в соседнем монастыре Соколица.
Другие детали фасада храма находятся ныне в Национальном музее в Белграде и Археологическом музее в Скопье.
Из церковного убранства, которым храм щедро одарил король Милутин, не сохранилось ничего.

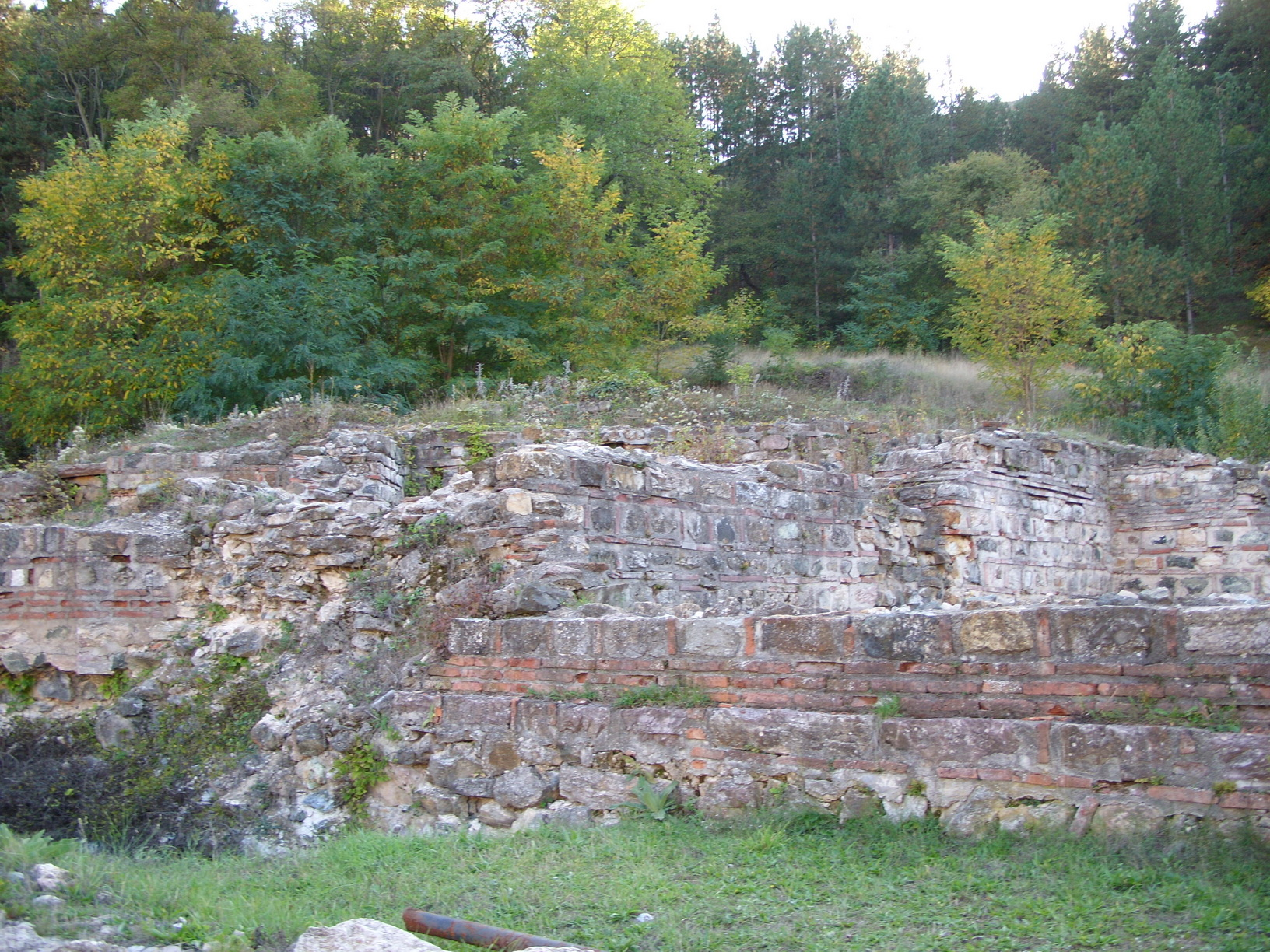
Развалины средневековых зданий в монастыре Баньска

В XV веке сгорела библиотека. В XVI в. монастырь был разрушен турками, так как в нём собирались беглецы из турецкой неволи.
В дальнейшем турки построили вокруг монастыря стену и превратили его в свою крепость.
В XIX в. полуразрушенная церковь была превращена турками в мечеть, существовавшую до Первой мировой войны.
В 1938—1939 гг. в здании был вновь создан православный храм.
Консервация памятника была проведена в 1939—1940 гг., частичная реставрация храма проведена в 1990 г.
В 2004 г. в стены вернулась монашеская жизнь, был построен новый братский корпус, в 2006 г. началась масштабная реставрация.
Ныне монастырь Баньска — один из духовных центров сербского Косова.
Имеет статус культурного наследия Косова. Кроме того имеет статус недвижимой культурной ценности Сербии.